# Theo Rauch
 (janvier 2025).
Pour les articles homonymes, voir Rauch.
Theo Rauch (né le 17 juillet 1945 à Munich) est un économiste allemand, titulaire d'un doctorat en géographie économique et sociale (Dr. rer. nat.) et professeur agrégé au Centre de recherche sur les pays en développement de l'Institut géographique de l'université libre de Berlin. Pendant de nombreuses années, il a travaillé pour la GTZ. Dans le cadre de son travail de développement, il a traité du thème du développement économique régional et du changement structurel rural. 
En tant que « passeur de frontières » entre la science et la pratique, sa principale préoccupation est une pratique de la politique de développement qui est plus fortement basée sur la théorie du développement et le développement de la théorie qui est influencé par l'expérience pratique,,.

## Biographie
Theo Rauch a terminé ses études supérieures au lycée commercial de Munich, après quoi il est allé à la Bundeswehr en Neunburg v. Forest. Il a terminé ses études en économie (VWL) et en géographie économique et sociale à l'université Louis-et-Maximilien de Munich (LMU, Munich), à l'âge de 27 ans avec un diplôme. Il a ensuite commencé des études de doctorat à l'Institut de politique de développement de l'Université de la Ruhr à Bochum et, en 1974, il est passé à un projet de recherche à l'Institut géographique de l'Université libre de Berlin. Là, il a travaillé comme assistant de recherche sur le sujet des disparités régionales dans les pays en développement et plus particulièrement sur le processus d'industrialisation au Nigeria (avec un accent sur les « centres de croissance » Kano et Kaduna). Il a achevé ses recherches sur « les modèles d'industrialisation nigérians et leurs implications pour le développement des espaces périphériques » en 1980 avec l'obtention d'un doctorat (Dr. rer nat.). Inspiré par son travail au sein du groupe de travail géographique sur les théories du développement, le travail a été caractérisé par une perspective théorique de la dépendance. Au cours de ces années, il a acquis une première expérience dans le domaine de la pratique des politiques de développement grâce à des missions d'expert pour des projets de développement rural de la GTZ en Zambie et Éthiopie.
De 1982 à 1985, il était à la tête du Bureau de planification provincial de l'État nouvellement créé de la province du nord-ouest de la Zambie au nom de la GTZ. Il a ensuite travaillé pendant deux ans comme assistant universitaire à l'Institut géographique de l'Université libre de Berlin et comme consultant à court terme pour la GTZ en Zambie, avant de travailler de 1988 à 1993 comme assistant de recherche pour le cours de troisième cycle  de: Seminar für Ländliche Entwicklung (SLE) à l'TU, puis a déménagé à l'HU-Berlin. Là, il a été occupé par la direction de projets d'études à l'étranger en Zambie, Malawi, ainsi que par l'évaluation et le développement du concept de développement régional rural (LRE) pour le Ministère fédéral de la Coopération économique (BMZ) et la confiée à la GTZ.
De 1993 à 1997, il a été consultant indépendant et chargé de cours à l'Institut géographique de la FU Berlin et au Séminaire pour le développement rural (SLE) de l'université technique de Berlin et a rédigé sa thèse d'habilitation sur le thème du « développement régional rural dans le champ de tension entre le marché mondial, le pouvoir de l'État et les stratégies paysannes ». Avec ce travail, il a essayé de répondre à ses deux préoccupations scientifiques centrales : premièrement, le lien entre les connaissances théoriques sur le développement et les stratégies politiques de développement. D'autre part, la perspective multidimensionnelle (et donc aussi multidisciplinaire) sur l'analyse des processus de développement. Dès lors, l'un et l'autre demeurent les principaux domaines de son travail à la frontière entre la recherche, l'enseignement et une pratique entendue comme politique. En outre, il a effectué des missions à court terme à l'étranger dans le domaine du développement rural à travers le Népal, la Thaïlande, le Kenya.
De 1997 à 2001, il a travaillé comme conseiller gouvernemental au ministère des Collectivités locales d'Afrique du Sud (à Pretoria, Afrique du Sud, pour la GTZ). Sa tâche était de travailler avec une équipe de collègues sud-africains pour développer un processus de planification du développement municipal pour les 287 municipalités et districts sud-africains et de développer des programmes correspondants pour les maires sud-africains et les experts en planification. Parallèlement, il a promu la réactualisation du concept LRE dans le cadre du réseau « Développement rural Afrique » de la GTZ (2001). Puis il est nommé professeur extraordinaire de géographie humaine à l'Université libre de Berlin. Ses activités d'enseignement à l'Institut de géographie de l'Université libre, à la SLE, aux Instituts de géographie des universités de Bonn et Zurich se sont concentrées sur le rapprochement entre la science et la pratique. Sous le signe de la mondialisation, son attention s'est déplacée du niveau régional vers une approche multi-niveaux avec l'interaction des quatre niveaux politiques mondial, national, régional et local (2003).
De 2001 à 2011, il a travaillé comme expert indépendant et conférencier sur la politique de développement, le développement rural, la décentralisation pour GTZ, Deutscher Entwicklungsdienst (DED), Welthungerhilfe, Misereor et le Department for International Development (DFID) basé à Londres. Au cours de ces années, il a écrit le manuel Afrika im Prozess der Globalisierung (2008) et un manuel axé sur la pratique Entwicklungspolitik – Theorien, Strategien, Instrumente (« Politique de développement - Théories, stratégies, instruments ») (2009). De 2011 à 2013, il a accompagné sa femme, qui travaillait comme consultante pour la coopération au développement à l'ambassade d'Allemagne à Accra, au Ghana en tant que son mari et y a supervisé des travaux de recherche en tant que conférencier (à Accra).
Depuis sa retraite de l'enseignement universitaire (2022), Theo Rauch continue d'être professeur d'université à la retraite (depuis 2023), conférencier et interlocuteur sur des sujets d'actualité liés au développement. Theo Rauch est chercheur indépendant et chargé de cours à Berlin depuis l'âge de 69 ans. Il a travaillé sur un projet de recherche sur le changement structurel rural en Afrique subsaharienne (pour le SLE au nom du BMZ), sur les systèmes de services pour la gestion durable des terres (Institut de recherche pour la durabilité (IASS), Potsdam). Dans la continuité de son occupation des systèmes de subsistance des petits exploitants en Afrique, qui a accompagné toute sa carrière, l'accent a été mis sur la conception d'un changement structurel socialement inclusif et écologiquement durable pour améliorer les moyens de subsistance des petits exploitants et les systèmes de services agricoles correspondants axés sur les petits exploitants.
Un autre sujet central de son travail était les analyses rétrospectives / études Lessons Learnt sur l'Afrique, la politique de développement, les théories du développement, le développement rural, les petits exploitants sous la devise « continuité et changement ». L'étude sur les processus de changement dans la province nord-ouest de la Zambie, qui a été rédigée avec son épouse Maria Tekülve lors d'un voyage d'examen 25 Jahre danach (2015), a reçu une attention particulière dans le monde professionnel.

## Axe de recherche
Les travaux et recherches actuels de Theo Rauch portent sur les études du développement, la théorie du développement, le développement rural et la migration avec un accent régional sur l'Afrique subsaharienne. Il a apporté des contributions significatives à la théorie du développement social et de son blocage du fait de l'interaction entre structure et action, en particulier entre conditions-cadres économiques, politiques, sociales et écologiques d'une part et stratégies d'action de groupes d'acteurs d'autre part. En outre, il a publié sur l'histoire des théories du développement en tant que processus d'apprentissage dialectique et lutte pour la suprématie du discours.

## Publications notables

### Monographies
- Entwicklungspolitik. Theorien, Strategien, Instrumente. Braunschweig (Westermann) (2009)
- Afrika im Prozess der Globalisierung. Braunschweig (Westermann – Diercke Spezial) (2007)
- Ländliche Regionalentwicklung im Spannungsfeld zwischen Weltmarkt, Staatsmacht und kleinbäuerlichen Strategien. Saarbrücken (1996)
- Das nigerianische Industrialisierungsmuster und seine Implikationen für die Entwicklung peripherer Räume. Ein Beitrag zur Erklärung der Raumstruktur in peripher-kapitalistischen Ökonomien. Hamburg (Hamburger Beiträge zur Afrika-Kunde) (1981)
- avec Maria Tekülve : Alles neu, neu, neu! in Afrika. Vier Jahrzehnte Kontinuität und Wandel in der sambischen Provinz. Berlin / Tübingen (Schiler-Verlag) (2017)
- avec David Kersting : Agrardienstleistungen für Ernährungssicherung und nachhaltiges Bodenmanagement. Berlin (IASS Potsdam / TMH Think Tank (2016)…
- avec Matthias Bartels et Albert Engel : Regional Rural Development. A regional response to rural poverty (GTZ). (2001)…

### Articles
- Neither Fortress Nor Open Gate: Proposals for a Humane But Realistic Migration Policy In: H.-J. Preuß; Chr. Beier; D. Messner (eds.): Forced Displacement and Migration. Approaches and Programmes of InternationalCooperation. Wiesbaden (Springer), 2021, p. 245-266. (2021) Wiesbaden: Springer-Professional, Buchkapitel, 2022
- Plädoyer für einen Beschäftigungspakt mit Afrika. In: WeltTrends. Das außenpolitische Journal. 175/2021. S. 32-36. (2021)
- Erst Land, dann Stadt und schließlich Europa? - Translokale Existenzsicherung in Subsahara-Afrika und internationale Migration. In: Solidarische Welt, livret thématique Migration. 12/2019
- Vier Jahrzehnte deutschsprachige Geographische Entwicklungsforschung im Spannungsfeld zwischen dialektischem Lernprozess und Zeitgeist. Geographische Zeitschrift 106, 2018 / 3
- Globalization, Fragmentation and Aid – Can Germany’s Global Structural Policy Help Losers Win ? Die Erde 139, 3 / 2008
- Von Basic Needs zu MDGs – Vier Jahrzehnte Armutsbekämpfung in Wissenschaft und Praxis und kein bisschen weiter. Peripherie 107, (2007)
- Bessere Rahmenbedingungen allein beseitigen Armut nicht! – Eine theoriegeleitete 4-Ebenen Strategie für entwicklungspolitische Interventionen. Geographica Helvetica 58, 1 / 2003
- Dezentralisierung ist kein Allheilmittel! – Zur Notwendigkeit einer kontextspezifischen Dezentralisierungspolitik am Beispiel Südafrika. Geographica Helvetica 58(1):35-46  (2003)
- Der Zynismus in der Entwicklungspolitik. Macht und Ohnmacht der Entwicklungsplaner. In: Entwicklungshilfe und ihre Folgen (eds. Th. Bierschenk und G. Elwert). Frankfurt a.M. / New York (1993)